# Rhachoepalpus triformis
Rhachoepalpus triformis là một loài ruồi trong họ Tachinidae.